# Экспо-70 (стадион)
Стадион «Экспо-70» (яп. 万博記念競技場 Банпаку Кинэн Кё:дзи-дзё:) — стадион, расположенный в городе Суйта, префектура Осака, Япония. Является домашней ареной клуба Джей-лиги «Гамба Осака». Стадион был открыт в 1972 году в парке, где проходила Всемирная выставка 1970 года. На данный момент стадион вмещает 21 000 зрителей.